# Лабринська сільська адміністрація
Ла́бринська сільська́ адміністра́ція (абх. Лабра ақыҭа ахадара) — сільська адміністрація в складі Очамчирського району Абхазії. Адміністративний центр адміністрації та єдиний населений пункт — село Лабра.
Сільська адміністрація в часи СРСР існувала як Лабринська сільська рада. 1994 року, після адміністративної реформи в Абхазії, сільська рада була перетворена на сільську адміністрацію.
| Грузія | Це незавершена стаття з географії Грузії. Ви можете допомогти проєкту, виправивши або дописавши її. |